# Opregte Haarlemsche Courant

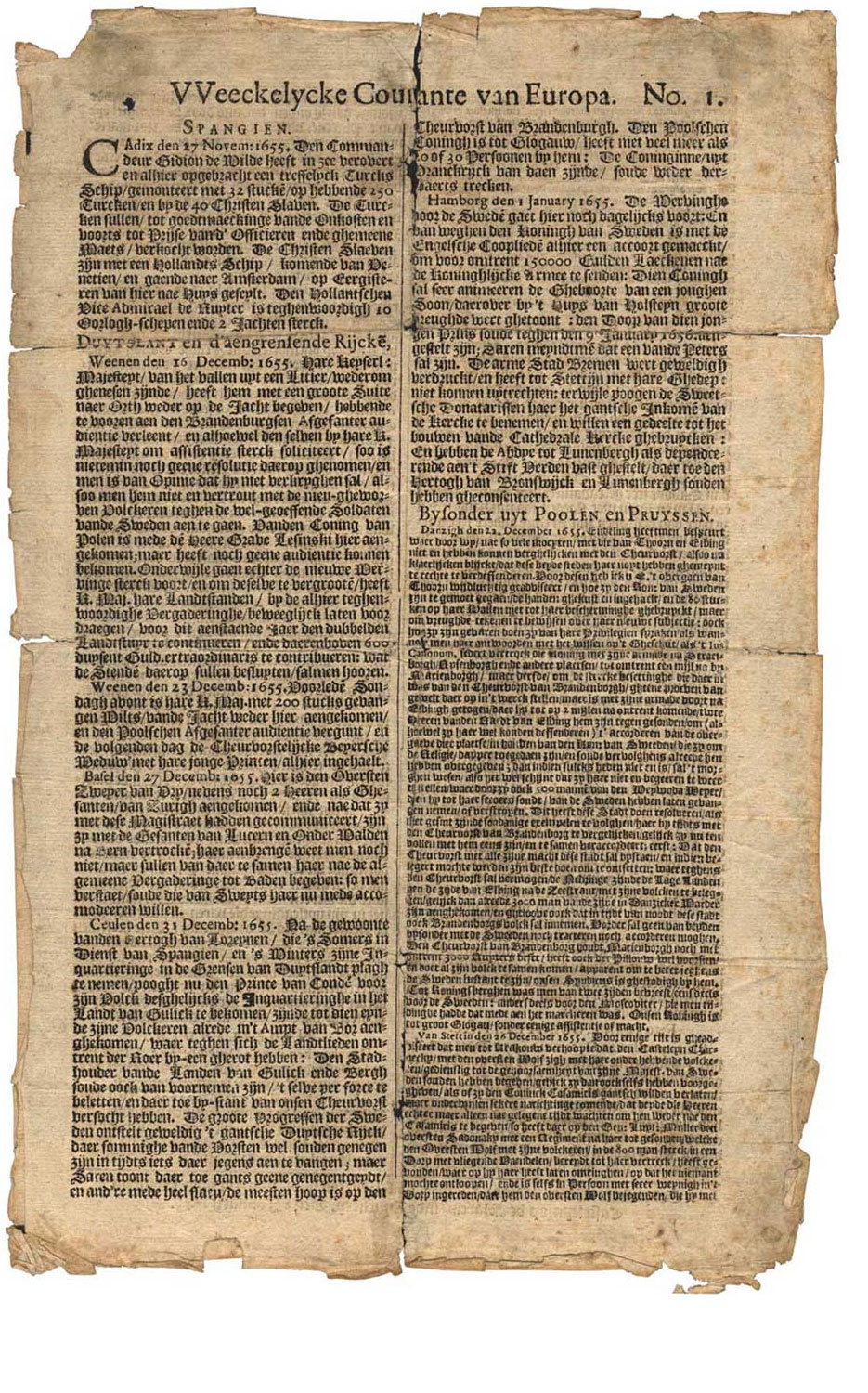
Voorblad van Abraham Casteleyns Weeckelijcke Courante van Europa.

De Opregte Haarlemsche Courant is het oudste nieuwsblad dat thans nog verschijnt, en een van de oudste uit de geschiedenis. Het eerste nummer zag het licht in 1656, en onder verschillende titels en na een uiteindelijke fusie ontwikkelde het periodiek zich van week- tot dagblad. Het is sinds mei 1942 geen zelfstandige krant meer. De titel is ook in 2021 nog terug te vinden in het hoofd van het Haarlems Dagblad.

## Oudste geschiedenis
Het blad begon als weekblad, en dat blijkt ook uit de aanvankelijke titel: Weeckelijcke Courante van Europa. Op zaterdag 8 januari 1656 werd het voor het eerst uitgebracht door de uitgever Abraham Casteleyn, en het sloeg voldoende aan om na tweeënhalf jaar twee keer per week te kunnen verschijnen: in juni 1658 werd het gesplitst in de Haerlemse Saturdaeghse Courant en de Haerlemse Dinsdaeghse Courant. 
Dit succes was goeddeels te danken aan de efficiënte verspreiding van het blad. Het bracht ook een nadeel mee: goed voorbeeld deed goed volgen, en overdrukken van de krant werden in Haarlem, maar ook in Amsterdam, door concurrerende uitgevers verspreid. Casteleyn vroeg en kreeg daarop van de Haarlemse bestuurders het alleenrecht om zijn krant in Haarlem uit te brengen. Vanaf september 1664 heette de krant daarom Oprechte Haerlemsche Courant: met "oprecht" werd "echt, waarachtig" bedoeld, niet de moderne betekenis van "oprecht". Abraham Casteleyn overleed in 1681, de krant werd voortgezet door zijn vrouw Margaretha van Bancken.

### Prioriteitsdebat
De vraag of de Opregte Haarlemsche Courant de oudste ter wereld is, valt niet eenduidig te beantwoorden. Zeker zijn er vóór 1656 al nieuwstydinghen verschenen, zij het met enkele Duitse uitzonderingen pas in de zeventiende eeuw, en Duitse kranten zijn met name sinds 1609 bekend. Van 1702 dateert de Daily Courant, het eerste Engelse dagblad, dat echter alleen vertaald nieuws bracht, geen oorspronkelijke berichten. Vroege Franse en Engelse versies, die jaren later verschenen, blijken vertalingen te zijn van nieuwsbladen uit de Nederlanden. Maar het oudste van die Nederlandstalige bladen was niet de "Haarlemmer"; die eer komt toe aan de Courante uyt Italien, Duytslandt, &c. (1618).
Die laatste titel werpt, evenals het "Europa" in de oorspronkelijke titel van de Haarlemmer, licht op de herkomst van vele berichten: vaak waren die overgenomen uit buitenlandse kranten, en dit leenproces was in de begintijd van de kranten een heen-en-weer tussen vele jonge bladen in Europa. Van de originaliteit van de berichten moet dan ook geen al te rooskleurige voorstelling worden gemaakt, en zelfs in de negentiende eeuw is dat nog niet anders: als er dan verluidt dat de Opregte Haarlemsche Courant er een uitgebreid netwerk van correspondenten op nahoudt, moet daaronder waarschijnlijk worden verstaan dat er uitgebreid knip- en plakwerk uit buitenlandse kranten plaatsvond.
Bracht de Haarlemmer dus even weinig origineel nieuws als menige moderne krant, en was dit niet het eerste nieuwsblad en bij lange na niet het eerste dagblad, hij is wel het langstlevende gebleken.

## Achttiende eeuw
Tot 1737 werd de krant uitgegeven door de familie Casteleyn, en daarna kwam hij in handen van vader en zoon Enschedé, die hem nog succesvoller maakten. Tot ongeveer 1795 werden familieberichten (van geboorte, huwelijk of overlijden) aan belanghebbenden toegestuurd zoals dat nu nog met de rouwkaarten gebeurt, maar vanaf die tijd werd meer en meer gebruikgemaakt van advertenties. Portokosten, die aan de provincie ten goede kwamen, liepen door het wegvallen van circulaires sterk terug, en het bestuur van Noord-Holland besloot in 1797 dit verlies te compenseren door belasting te heffen op de familieadvertenties. Ze bleven voor de krant echter een aanzienlijke bron van inkomsten.

## Negentiende eeuw
In de negentiende eeuw werd de spelling van de titel aangepast: die werd Opregte Haarlemsche Courant.
In de Franse tijd werd het blad verboden (1811) door prefect De Visscher van het departement Zuiderzee. Het reageerde door onder te duiken: het ging verder als advertentieblad, totdat het in 1813 weer op de oude voet mocht doorgaan. Advertenties waren in de relatief nieuwsarme negentiende eeuw een aantrekkelijke bron van informatie, zoals al was gebleken uit het succes van de familieberichten. Daarnaast verschaften zij amusement, en in humorbladen uit de negentiende eeuw werd geregeld de draak gestoken met de soms fantastische, soms schrijnende maar altijd bonte inhoud van de ingezonden mededelingen. Weduwen boden hun diensten aan als "Kinder-jufvrouw", armlastigen vroegen donaties omdat zij van 500 gulden wel zouden kunnen leven, de Zalf van Holloway gaf verlichting tegen ziekten door het vochtige weer veroorzaakt... mits men maar binnenshuis bleef en ook de bijbehorende pillen bestelde.
Nog in 1872 schreef Multatuli in zijn Ideën: "De thesis ware verdedigbaar, dat er in dat blad nooit een onwaarheid geschreven is, tenzy men die zoeke in de advertentiën". Multatuli was door Conrad Busken Huet, van 1866 tot 1867 redacteur van het blad, in 1867 aangetrokken als Duits correspondent van de Opregte Haarlemsche Courant. Multatuli's bijdragen verschenen onder de kop "Van den Rijn", en in die rubriek presenteerde hij ook zijn verzonnen berichten afkomstig van de fictieve krant Mainzer Beobachter aan de lezers.

### Status en karakter
Wanneer bladen en andere bronnen in de negentiende eeuw gewag maakten van kranten, kwamen ze al gauw bij de Opregte Haarlemsche Courant terecht. Het blad werd landelijk gelezen, en genoot aanzien als neutraal, onafhankelijk blad. In 1845 werd het gekenschetst als "een eerzame, deftige matrone", die haar nieuws bracht met "flegma" en "laconisme": zij was "de hartstogtelooze par excellence". De karakteristiek lijkt niet negatief bedoeld.
In het meer verpolitiekte, meer verzuilde laatste deel van de negentiende eeuw werd de neutraliteit van het blad een nadeel. Sinds 1847 was het een dagblad, maar het Algemeen Handelsblad was al vanaf 1830 dagelijks verschenen. En de Nieuwe Rotterdamsche Courant zorgde in 1877 voor een primeur door met het eerste ochtendlijke dagblad te komen. In 1892 verscheen De Telegraaf, die zich onderscheidde door typografisch opvallende, vooral op het dagelijkse nieuws gerichte verslaggeving.
Was het niet de typografische nadrukkelijkheid of de actuele uitstraling waardoor ze opvielen, dan waren de jongere kranten veelal wel gelieerd aan een bepaalde stroming, en dit gaf hun een levendige karakter, terwijl het neutrale imago van de Opregte Haarlemsche Courant thans vooral als een duf imago werd ervaren.
Geprobeerd werd de verkoop te stimuleren: met aanbiedingen uit de wijnhandel van een familielid van de Enschedés, met colportatie (deur aan deur verkopen) door nette jongeheren, of door dames in te zetten die naast abonnees ook nieuwstijdingen moesten aanbrengen (1898). Het eerbiedwaardig karakter van de oude Oprechte Haarlemsche Courant verwaterde door dit alles.

## Twintigste eeuw
Als landelijk dagblad verloor de Oprechte Haarlemsche Courant de concurrentiestrijd met de nieuwere bladen. De krant bleef echter nog decennialang, met succes, voortbestaan als regionaal dagblad.
In mei 1942 viel het doek voor de Oprechte Haarlemsche Courant; zij werd door de Duitse bezetter bevolen samen te gaan met het Haarlem’s Dagblad, al dan niet onder de smoes van papierschaarste. De nieuwe krant heette Haarlemsche Courant, gevestigd aan de Groote Houtstraat 93. Na die oorlog keerde de oude naam Haarlems Dagblad weer terug. Sindsdien maakt dat blad er aanspraak op de oudste krant ter wereld te zijn. De titels van de originele kranten komen ook in de 21e eeuw als onderkop nog voor in de kop van het Haarlems Dagblad, en luidt daar Oprechte Haerlemse Courant 1656. In deze mengvorm wordt ook de lange s (dus: ſ ) van de oorspronkelijke versie nog gebruikt.